# Eurylana cookii
Eurylana cookii is een pissebed uit de familie Cirolanidae. De wetenschappelijke naam van de soort is voor het eerst geldig gepubliceerd in 1885 door Filhol.